# 塔落山竹子
塔落山竹子（学名：Corethrodendron lignosum var. laeve）也称羊柴、塔落岩黄耆、塔落岩黄芪，是豆科羊柴属木山竹子的一个变种。这种植物分布于中国陕北榆林和宁夏东部沙地以及内蒙古的毛乌素沙地，库布齐沙漠东部、乌兰布和沙漠以及浑善达克沙地西部。
名称已修订，正名为：塔落山竹子 Corethrodendron lignosum var. laeve  